# Netelia intermedia
Netelia intermedia là một loài tò vò trong họ Ichneumonidae.